# 혼톤토코/Future
〈혼톤토코/Future〉(ホントんとこ/Future 혼톤토코/Future[*])는 TOKIO의 48번째 싱글이다.

## 개요
전작 〈편지〉로부터 약 7개월 만의 싱글이다.

## 수록곡

### 초회 한정반 1
CD
1. ホントんとこ / 혼톤토코
작사·작곡·편곡: 나가세 토모야
2. Future
작사·작곡·편곡: 나가세 토모야

DVD
1. 〈ホントんとこ〉 Video Clip

### 초회 한정반 2
CD
1. Future
2. ホントんとこ / 혼톤토코

DVD
1. 〈Future〉 Video Clip

### 통상반
1. ホントんとこ / 혼톤토코
2. Future
3. switch
작사·작곡: 야마구치 타츠야 / 편곡: 나가세 토모야, KAM
4. home 〜この場所〜 / home~이 장소~
작사·작곡: 코쿠분 타이치 / 편곡: KAM / Strings Arrangement: 사와다 칸
5. ホントんとこ (Backing Track)
6. Future (Backing Track)
7. switch (Backing Track)
8. home 〜この場所〜 (Backing Track)